# Benedicte Balling
Benedicte Krag-Juel-Vind-Frijs (født Benedicte Balling 10. februar 1976 på Frederiksberg, død 8. april 2019) var en dansk studievært.
Balling, der i sine unge år var barnemodel, debuterede på tv med Go' morgen Danmark i 1996, hvor hun stod for børneunderholdningen. Senere blev hun reporter på Vild med dans, ligesom hun deltog i Varm på is i 2008. Hun har også medvirket i Zulu Djævleræs. I 2012 blev hun vært på The Voice's morgenprogram Vågn Op!
Hun var som studievært autodidakt, men har tidligere læst HA.
Hun var gift med Philip Krag-Juel-Vind-Frijs, med hvem hun havde en datter. 
Hendes far var fætter til Erik Balling.